# Suminoe-ku
Suminoe (住之江区, Suminoe-ku) est un des vingt-quatre arrondissements de la ville d'Osaka, au Japon. Il couvre la moitié de la côte de la baie d'Osaka appartenant à la ville.

## Lieux et structures notables
- Zepp Osaka (en) (fermé en 2012)
- Musée de la Mer d'Osaka
- Réserve naturelle de Nanko
- Asia & Pacific Trade Center
- Osaka World Trade Center
- Sportology Gallery
- Intex Osaka
- Kansai Electric Power Station
- Université Soai
- Mizuno Crystal Building
- Hyatt Regency Osaka

## Entreprises
- Mizuno

## Célébrités nées dans l'arrondissement
- Ai Otsuka (née en 1982)
- Hiroki Kuroda (né en 1975)
- Takeshi Hamada (né en 1982)
- Yusuke Maruhashi (né en 1990)